# Madrepora indica
Espèce
Madrepora indica est une espèce de coraux appartenant à la famille des Oculinidae.